# ビターバレー
ビターバレーは、日本たばこ産業（JT）が製造・販売していたたばこのブランド。
この製品が発売された頃からJTは積極的に製品を地域限定で投入して、販売動向を踏まえて全国発売をしていった。結果、この銘柄は2004年5月に販売中止となった。富士ルネッサンスのキングサイズと共に、大量投入時代の中でも最も販売期間が短い銘柄だった。
香料無添加で甘さの無い自然な苦味と香ばしさが特徴であったが、独特な味だったために定着しなかった。
名前の由来は、「苦い（渋い）渓谷」という味わいをそのまま示した形として作られた造語とされている。